# Flagstaff County
Das Flagstaff County ist einer der 63 „municipal districts“ in Alberta, Kanada. Der Verwaltungsbezirk gehört zur „Census Division 7“ und ist Teil der Region Zentral-Alberta. Der Bezirk als solches wurde zum 9. Dezember 1912 eingerichtet (incorporated als „Rural Municipality of Flagstaff No. 394“) und sein Verwaltungssitz befindet sich in der Kleinstadt Sedgewick.
Der Verwaltungsbezirk ist für die kommunale Selbstverwaltung in den ländlichen Gebieten sowie den nicht rechtsfähigen Gemeinden, wie Dörfern und Weilern und Ähnlichem, zuständig. Für die Verwaltung der Kleinstädte in seinen Gebietsgrenzen ist er nicht zuständig.

## Lage
Der „Municipal District“ liegt im Nordwesten der kanadischen Provinz Alberta, etwa 175 km südöstlich von Edmonton. Der Bezirk wird vom Battle River in einem großen Bogen im Westen, Süden und Osten umflossen und der Fluss bildet dort über eine weite Strecke die Bezirksgrenze. Während im Norden der Alberta Highway 26 den Grenzverlauf direkt darstellt oder dieser ihm ungefähr folgt. Im Bezirk befindet sich keiner der Provincial Parks in Alberta.
Die Hauptverkehrsachsen des Bezirks sind der in Nord-Süd-Richtung verlaufende Alberta Highway 36 sowie der in Ost-West-Richtung verlaufende Alberta Highway 13. Außerdem verläuft eine Eisenbahnstrecke der Canadian National Railway durch den Bezirk.
|                          | Beaver County                               | Municipal District of Wainwright No. 61 |
| Camrose County           | Kompassrose, die auf Nachbargemeinden zeigt | Municipal District of Provost No. 52    |
| County of Stettler No. 6 | County of Paintearth No. 18                 |                                         |

## Bevölkerung
| Jahr | Erhebung          | Einwohner | Änderung | Fläche (km²) | Bev.-dichte (EW/km²) |
| ---- | ----------------- | --------- | -------- | ------------ | -------------------- |
| 2016 | Volkszählung 2016 | 3738      | + 4,1 %  | 4067,58      | 0,9                  |
| 2011 | Volkszählung 2011 | 3244      | - 7,5 %  | 4065,56      | 0,8                  |

## Gemeinden und Ortschaften
Folgende Gemeinden liegen innerhalb der Grenzen des Verwaltungsbezirks:
- Stadt (City): keine
- Kleinstadt (Town): Daysland, Hardisty, Killam, Sedgewick
- Dorf (Village): Alliance, Forestburg, Heisler, Lougheed
- Weiler (Hamlet): Galahad, Strome

Außerdem bestehen noch weitere, noch kleinere Ansiedlungen und Einzelgehöfte. Weiterhin liegen im Bezirk auch Kolonien der Hutterer. Diese Kolonien haben eine dorfähnliche Struktur und in der Regel 100 bis 150 Einwohnern.